# La Partenaire
Pour les articles homonymes, voir Partenaire.
Pour plus de détails, voir Fiche technique et Distribution.
La Partenaire (Violenza al sole - Una estate in quattro) est un film italien réalisé par Florestano Vancini et sorti en 1969,.

## Synopsis
Une histoire d'amour complexe dans le cadre de vacances estivales sur les îles Tremiti au large de la côte des Pouilles dans la mer Méditerranée. Giulio et Letizia, un jeune couple hédoniste italien traîne en compagnie de Gunnar et Margit, deux époux suédois. Gunnar est psychanalyste et Margit est bien plus jeune que lui. Margit confie à Giulio et Letizia qu'elle a fait jadis une infidélité à Gunnar avec un jeune homme qui s'est suicidé, mais que leur couple a réussi à perdurer malgré cela grâce à la psychanalyse.
Un jour, Giulio est retrouvé mort. Il s'avère que Gunnar l'a assassiné...

## Fiche technique
Sauf indication contraire, les informations mentionnées dans cette section peuvent être confirmées par la base de données cinématographiques IMDb,  présente dans la section « Liens externes ».
- Titre français : La Partenaire[3]
- Titre original italien : Violenza al sole - Una estate in quattro[4]
- Réalisation : Florestano Vancini
- Scénario : Florestano Vancini, Massimo Felisatti, Fabio Pittorru (it)
- Photographie : Ennio Guarnieri
- Montage : Mario Morra
- Musique : Carlo Rustichelli
- Décors : Luigi Scaccianoce (it)
- Société de production : Produzione intercontinentale cinematografica (PIC), Ultra Film
- Pays de production :  Italie
- Langue de tournage : italien
- Format : Couleur par Technicolor
- Durée : 95 minutes[4]
- Genre : Drame psychologique[3]
- Dates de sortie :
  - Italie : 29 août 1969
  - France : 26 juillet 1972[3]
- Affiche : Jean Mascii (France)

## Distribution
- Giuliano Gemma : Giulio
- Rosemarie Dexter : Letizia, la fiancée de Giulio
- Gunnar Björnstrand : Gunnar Lindmark
- Bibi Andersson : Meret, la femme de Gunnar
- Amos Davoli : Le juge
- Arturo Palladino : L'agent de police
- Brizio Montinaro : Le barman
- Elisabetta Bonino : Violante
- Moriones Francisco Javier : Le moine
- Paola Natale : La serveuse
- Antonella Squadrito : Biondella